# Stasys Stankus
Stasys Stankus (ur. 8 maja 1947 w Šiluva, Litewska SRR) – litewski piłkarz, trener piłkarski i działacz sportowy.

## Kariera piłkarska

### Kariera klubowa
W 1965 roku rozpoczął karierę piłkarską w drużynie Statybininkas Šiauliai. W 1969 został piłkarzem Taurasu Šiauliai. W 1970 roku przeszedł do Atletasu Kowno. Na początku 1973 roku występował w Inkarasie Kowno, a latem przeniósł się do Bangi Kowno, gdzie zakończył karierę w roku 1976.

## Kariera trenerska
W 1976 ukończył LVKKI. W latach 1973–1980 jako trener piłki nożnej pracował z dziećmi w Specjalistycznej Szkole w Kownie. Od 1982 do 1990 prowadził Atletas Kowno. Następnie był asystentem trenera reprezentacji Litwy, a od 1996 do 2000 prowadził młodzieżową reprezentację Litwy. Również w latach 1997–1998 trenował Inkaras Kowno. W grudniu 1999 został mianowany na stanowisko głównego trenera narodowej reprezentacji Litwy. 10 października 2000 został zwolniony z zajmowanego stanowiska. W latach 1992–1996 i 2000–2009 pracował w Komitecie Wykonawczym [[Litewski Związek Piłki Nożnej|LFF]].

## Sukcesy i odznaczenia

### Sukcesy piłkarskie
Statybininkas Šiauliai
- wicemistrz Litewskiej SRR: 1969[5].